# Инаугурация Джеймса Бьюкенена
Инаугурация Джеймса Бьюкенена в качестве 15-го Президента США состоялась 4 марта 1857 года. Одновременно к присяге был приведён Джон Кэбелл Брекинридж как 14-й вице-президент США. Президентскую присягу проводил Председатель Верховного суда США Роджер Брук Тони, а присягу вице-президента принимал временный президент Сената США Джеймс Мюррей Мейсон.
В своей пространной инаугурационной речи президент Бьюкенен упомянул «территориальный вопрос», связанный с распространением рабства на Запад, и дал ясно понять, что он поддерживает ранее принятый в 1854 году закон Канзас-Небраска, который позволял народному суверенитету решать проблема. Однако он не говорил о безудержном мошенничестве на выборах, которое происходило, когда и северяне, и южане стекались в Канзас, чтобы склонить голосование в свою пользу, а также не говорил о насилии, которое происходило на улицах в результате напряженные отношения между двумя регионами страны. Кроме того, Бьюкенен подробно говорил об экономике страны и изложил планы национального бюджета, включая увеличение численности военно-морского флота для защиты интересов страны на Востоке. Более того, Бьюкенен выразил своё твердое мнение о том, что строгое толкование Конституции является единственным безопасным способом работы федерального правительства, одновременно защищая выделение средств на трансатлантическую дорогу, предоставленную Конгрессом для защиты Калифорнии и других владений. Бьюкенен завершил свою инаугурационную речь, рекламируя историю завладения Соединёнными Штатами новых земель, заявив, что территории и владения были взяты мирным путём, и благодаря отцовскому влиянию Америки они наслаждались ростом экономической торговли и процветания. Это также была первая инаугурация, которая была сфотографирована.

## Галерея

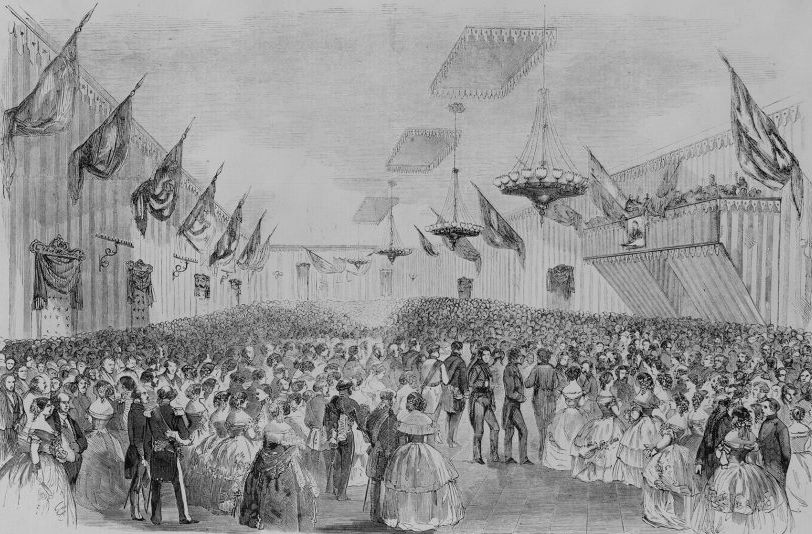
Инаугурационный бал